# Botanophila mediospicula
Botanophila mediospicula este o specie de muște din genul Botanophila, familia Anthomyiidae, descrisă de Fan în anul 1988. Conform Catalogue of Life specia Botanophila mediospicula nu are subspecii cunoscute.